# Still Searching
Still Searching es el segundo álbum de estudio de Senses Fail, lanzado el 10 de octubre de 2006 por Vagrant Records. El álbum logró un gran éxito al conseguir el 15º puesto en el Billboard 200 de 2006 y fueron extraídos tres sencillos, "Can't Be Saved", "Calling All Cars" y "The Priest and the Matador".
Aprovechando el éxito alcanzado con el álbum, Vagrant decidió lanzar una edición de lujo el 13 de noviembre, en la que se incluye seis temas extra, tres de ellos caras-b, dos inéditos y "Salvation", una versión de The Cranberries. Además, el nuevo material contiene un DVD de una hora con imágenes y vídeos de su gira de 2006.

## Listado de canciones
1. "The Rapture" – 1:57
2. "Bonecrusher" – 2:33
3. "Sick or Sane (Fifty for a Twenty)" – 2:45
4. "Can't Be Saved" – 3:07
5. "Calling All Cars" – 3:23
6. "Shark Attack" – 2:54
7. "Still Searching" – 4:18
8. "To All the Crowded Rooms" – 3:05
9. "Lost and Found" – 3:50
10. "Every Day Is A Struggle" – 3:04
11. "All the Best Cowboys Have Daddy Issues" – 4:05
12. "Negative Space" – 1:22
13. "The Priest and the Matador" – 4:21

Deluxe Edition bonus tracks:
1. "Battle Hymn" - 3:43
2. "Champagne" - 3:23
3. "Stretch Your Legs to Coffin Length" - 3:02
4. "Mason’s Revenge" - 4:26
5. "Cinco De Mayo" - 2:58
6. "Salvation (The Cranberries Cover)" - 2.19

## Créditos
- Buddy Nielsen - vocalista
- Garrett Zablocki - guitarra, coros
- Dan Trapp - batería, percusión
- Heath Saraceno - guitarra, coros
- Mike Glita - bajo, coros

- Datos: Q3499483